# Purwakarta

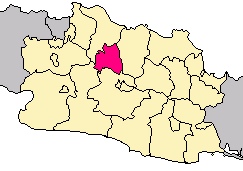
Purwakarta Regency in West Java

Purwakarta este un oraș din Indonezia.